# پرمودالان ناسیونال
پرمودالان ناسیونال (انگلیسی: Permodalan Nasional) شرکت سرمایه‌گذاری مالزیایی است، که در سال ۱۹۷۸ تأسیس شد.